# رنیا موتاگوچی
رنیا موتاگوچی (انگلیسی: Renya Mutaguchi؛ ۷ اکتبر ۱۸۸۸ – ۲ اوت ۱۹۶۶) فرد نظامی اهل ژاپن بود.